# Région Val-de-Ruz
Région Val-de-Ruz är sedan den 1 januari 2018 en av de fyra regionerna i kantonen Neuchâtel i Schweiz. Regionerna används endast för statistiska ändamål och vid val till kantonsparlamentet Grand Conseil. Région Val-de-Ruz omfattar samma område som det tidigare distriktet Val-de-Ruz.

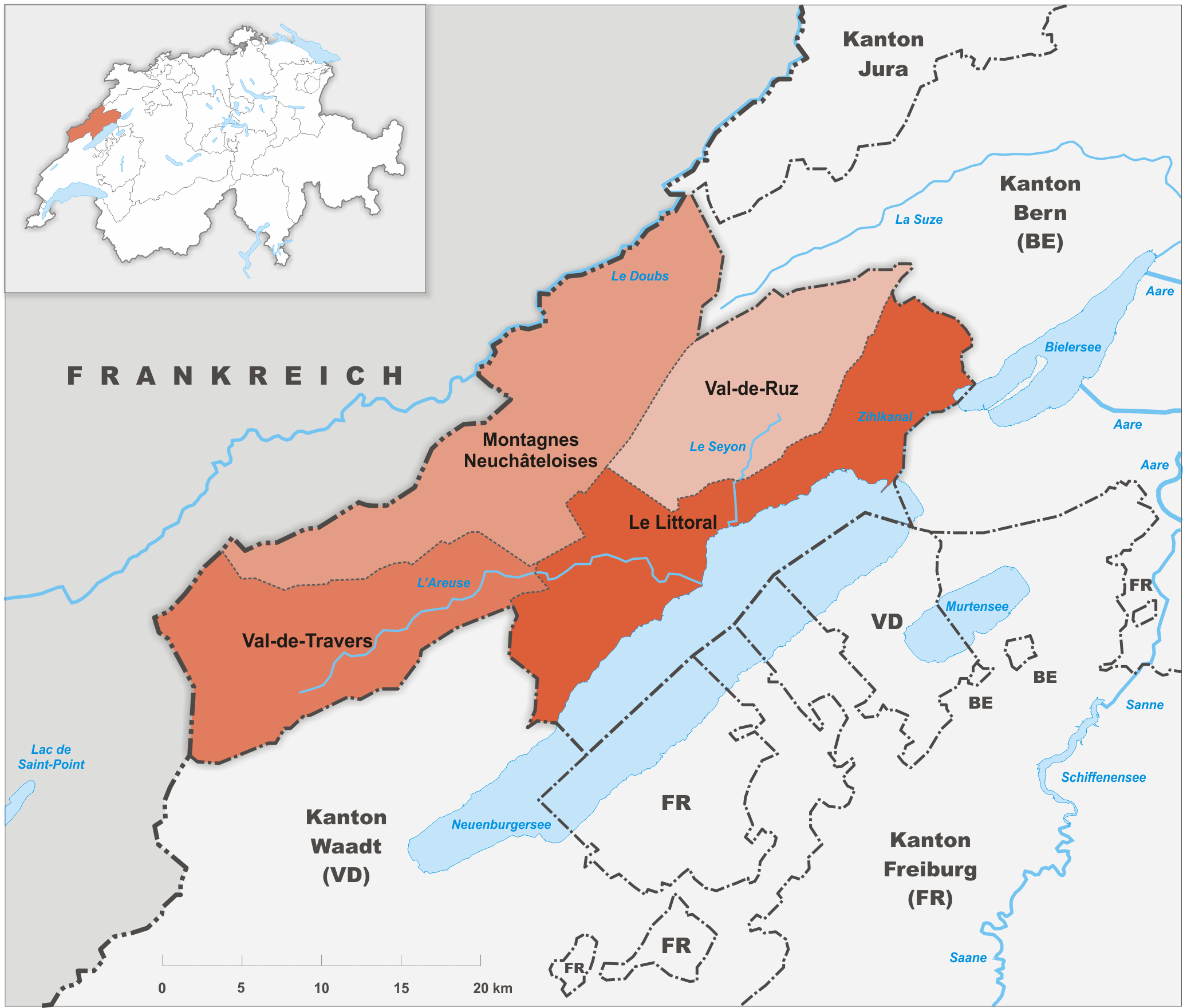
Neuchâtels regioner.

I regionen finns en kommun:
- Val-de-Ruz